# Daddy Cool (Lied)
Daddy Cool ist ein Popsong aus dem Jahr 1976. Das Stück war der erste große Erfolg der Disco-Gruppe Boney M. und belegte in zahlreichen europäischen Ländern Platz eins der Charts.

## Entstehungsgeschichte
Als im Februar 1976 mit Bobby Farrell, Maizie Williams, Marcia Barrett und Liz Mitchell die endgültige Formation von Boney M. gefunden worden war, begann Frank Farian mit den Aufnahmen zum ersten Album der Gruppe, Take the Heat Off Me. Hieraus wurde am 31. Mai 1976 Daddy Cool als Single ausgekoppelt und veröffentlicht, bevor am 28. Juni 1976 die LP auf den Markt kam. Das Lied wurde von Farian und George Reyam, eigentlich Hans-Jörg Mayer, geschrieben. Der Gesang stammte ebenfalls von Farian sowie den Boney-M.-Mitgliedern Liz Mitchell und Marcia Barrett. Als B-Seite wurde eine Coverversion des Reggae-Titels No Woman, No Cry gewählt.
Die Umsätze der Single liefen schlecht, bis der Fernsehproduzent Michael „Mike“ Leckebusch die noch völlig unbekannte Formation in die Musiksendung Musikladen für den 18. September 1976 einlud. Weltweit wurde die Millionengrenze überschritten.

## Coverversionen
Von Daddy Cool gibt es zahlreiche Coverversionen, beispielsweise von Placebo aus dem Jahr 2003, von Vinylshakerz aus dem Jahr 2006, und The Carburetors spielten 2008 eine Hard-Rock-Version des Songs ein.

## Musical
Am 15. August 2006 feierte das gleichnamige und durch den Song inspirierte Musical im Shaftesbury Theatre in London Premiere. Frank Farian verarbeitete in dem Musical viele Hits der Gruppe Boney M. Im Frühjahr 2007 kam das Musical auch nach Berlin. 